# 陳偉斌
陳偉斌（Ryker Chan）， 香港電影編劇，曾五度奪得香港電影評論學會大獎最佳編劇及獲得香港電影金像獎最佳編劇。

## 簡介
在2007年，陳偉斌參加了鮮浪潮，並憑藉其編導的作品《行行重行行》獲得獎項。隨後，他經歷了為期半年的失業，直到有一天他接到一通電話，得知有一位想見他的導演，這位導演正是知名的杜琪峯。會面後，杜琪峯邀請他加入銀河映像進行創作，並讓他認識了游乃海。起初，陳偉斌感到有些不知所措，經常在電影拍攝前進行資料搜集，或是在片場擔任場務。幾個月後，由於家庭原因，他暫停了所有工作。回到公司後，朱淑儀詢問他想從事什麼工作，他表示希望能寫作和創作，於是被安排擔任編劇。最初，他是跟羅永昌合作，後來又轉至韋家輝的團隊。
2012年上映的電影《高海拔之戀II》為陳偉斌帶來首個香港電影評論學會大獎最佳編劇的榮譽。
2022年上映的電影《神探大戰》為陳偉斌帶來第29屆香港電影評論學會大獎最佳編劇的榮譽。

## 外部連結
- 陳偉斌在香港影庫上的簡介